# Cydros melzeri
Cydros melzeri är en skalbaggsart som beskrevs av Monné och Lúcia Maria de Campos Fragoso 1984. Cydros melzeri ingår i släktet Cydros och familjen långhorningar. Inga underarter finns listade i Catalogue of Life.